# Munderico (tervíngio)
Munderico (em latim: Munderichus) foi um oficial gótico do século IV, ativo durante o reinado do juiz tervíngio Atanarico. Ele serviu sob Atanarico entre 370 e 376. Em 376, foi enviado com Lagarimano e outros oficiais de alta patente para observar o avanço das tropas dos hunos que pouco antes haviam derrotado os grutungos. Mais tarde, entrou em serviço do Império Romano e serviu como duque do limite na Arábia sob Valente (r. 364–378).